# نارویش مادرزاد پوست
به عدم تکوین موضعی پوست یا نارسایی در تکوین آن در هنگام تولد که می‌تواند به مرگ منجر شود نارویش مادرزاد پوست (aplasia cutis congenita یا epitheliogenesis imperfecta) می‌گویند.
نارویش مادرزادی پوست اغلب یک ضایعه خوش‌خیم ایزوله است، اما ممکن است همراه با سایر ناهنجاری‌های جسمانی یا نقص‌ها و نشانگان همراه باشد. با یک نظریه همه انواع این ضایعات را نمی‌توان توجیه کرد زیرا این ضایعات رُخ‌نمود (فنوتیپ) بیماری‌های مختلف هستند و بیش از یک سازوکار در به وجود آمدن آن دخالت دارد. سازوکارها شامل عوامل ژنتیک، تراتوژن‌ها، اختلالات عروقی و تروما است.
فریدن یک طبقه بندی که شامل ۹ گروه است برای توصیف نارویش مادرزادی پوست ایجاد کرده است که براساس تعداد ضایعه و محل ضایعه و وجود یا عدم وجود ناهنجاری‌های همراه است.